# Mehmet Shehu
Mehmet Shehu (Çorrush, 10 de gener de 1913 - Tirana, 17 de desembre de 1981) fou un polític comunista albanès.
Militant comunista des de ben jove, va estudiar a l'acadèmia militar de Nàpols i lluità amb les Brigades Internacionals a la Guerra Civil espanyola (1936-1939). Fou internat a França del 1939 al 1942, va tornar a Albània i formà part del moviment partisà.
El 1948 va ingressar al politburó del Partit del Treball d'Albània i fou nomenat ministre d'interior i vicepresident. El 1954 fou nomenat primer ministre i el 1974 ministre de defensa. Home fort del partit després d'Enver Hoxha, del qual en fou considerat successor, el 1981 fou deposat dels seus càrrecs perquè s'oposava a la línia aïllacionista de Hoxha, raó per la qual més tard l'acusaren d'espiar per a la CIA i per a Iugoslàvia.
Oficialment s'informà que se suïcidà d'un tret al cap a la banyera de casa seva, cosa que era un delicte segons la llei albanesa, i raó per la qual fou enterrat fora del cementiri acusat de ser enemic del poble, però la seva esposa Fiqerete i les seves dues filles foren detingudes i internades sota diversos pretexts. El seu nom desaparegué de la història albanesa.
Després de la caiguda del comunisme el 1991, el seu fill Bashkim Shehu ha reclamat de les autoritats el retorn de les despulles del seu pare, cosa que aconseguí el 2001. La seva tragèdia ha estat recreada per l'escriptor Ismail Kadare en el llibre El successor (2003).